# Nathalie Boltt
Nathalie Boltt (née le 19 juillet 1973) est une actrice sud-africaine. Elle est notamment connue pour avoir tenu le rôle de Penelope Blossom dans la série Riverdale. Le réalisateur Neill Blomkamp, également sud-africain, a fait appel à elle dans deux de ces quatre longs-métrages, District 9 et Demonic.

## Biographie
Nathalie Boltt est née en 1973 en Afrique du Sud. En 2008, elle part travailler en Nouvelle-Zélande. Son mari Philip y officie comme monteur aux côtés de Peter Jackson chez Weta Digital. En 2008, ce dernier part travailler sur La Planète des singes : Suprématie et le couple se relocalise à Vancouver au Canada. Elle décroche alors le rôle de Penelope Blossom dans la série américaine Riverdale.

## Filmographie

### Films
- 2007 : Route 30 : Mandy
- 2007 : Flood : Kate Morrison
- 2008 : Doomsday : Jane Harris
- 2009 : District 9 : Sarah Livingstone, sociologue
- 2010 : Nights in the Gardens of Spain : Annabelle
- 2014 : The Cure : Ruby Wakefield
- 2014 : Route 30 Three! : Agent Nat
- 2017 : 24H Limit (24 Hours to Live) de Brian Smrz : Docteur Helen
- 2021 : Demonic de Neill Blomkamp : Angela

### Courts-métrages
- 2013 : The Silk, court-métrage : Infirmière (également co-réalisatrice avec Clare Burgess, scénariste et productrice)
- 2015 : Food for Thought, court-métrage : Meran
- 2015 : Vajazzle, court-métrage (co-réalisatrice avec Philip Boltt, scénariste et productrice)

### Télévision
- 1998 : Isidingo, série : Joey Ortlepp
- 2003 : Les Dents de la mort (Red Water), téléfilm : Marie Savoy
- 2004 : Platinum (Der weisse Afrikaner), téléfilm : Rosa von Zülow
- 2005 : L'Aventure du Poséidon, téléfilm : Shoshanna
- 2005 : Triangle (The Triangle), téléfilm : Reporter (non créditée)
- 2006 : Coup!, téléfilm : Réceptionniste de l'hôtel
- 2008 : Ella Blue, mini-série : Ella Blue
- 2008 : Inspecteur George Gently (Inspector George Gently), saison 1 épisode 2 : Trudi Schmeikel
- 2009 : The Cult, 3 épisodes
- 2010 : Bloodlines, série : Annette Bouwer
- 2010 : The WotWots, série animée : DottyWot (doublage)
- 2012 : Siege, téléfilm : Vicki Snee
- 2013 : War News, série : Robyn Michaels
- 2014 : Step Dave, série : Natalie Robinson
- 2015 : When We Go to War, mini-série : Ida Mueller
- 2016 : Bombshell, téléfilm : Dominique Prieur
- 2016 : 800 Words, série : Rae
- 2017 - 2023 : Riverdale, série : Penelope Blossom
- 2018 : Origin, série : Laura Kassman
- 2020 : Les Nouvelles Aventures de Sabrina (Chilling Adventures of Sabrina) : Miss DuBois